# Yuri Matias
Jefferson Yuri de Sousa Matias (sinh ngày 10 tháng 2 năm 1995), hay đơn giản Yuri, là một cầu thủ bóng đá người Brasil thi đấu ở vị trí trung vệ cho đội bóng Bồ Đào Nha Académica de Coimbra.

## Sự nghiệp
Sinh ra ở Campina Grande, Brasil, Yuri gia nhập Académica de Coimbra vào ngày 27 tháng 6 năm 2016 với hợp đồng cho mượn 1 năm. Anh có màn ra mắt vào ngày 30 tháng 7 năm 2016, trong trận hòa trên sân khách trước Gil Vicente F.C..
Ngày 3 tháng 4 năm 2017, anh ký bản hợp đồng vĩnh viễn để ở lại Académica.